# Palazzo San Carlo

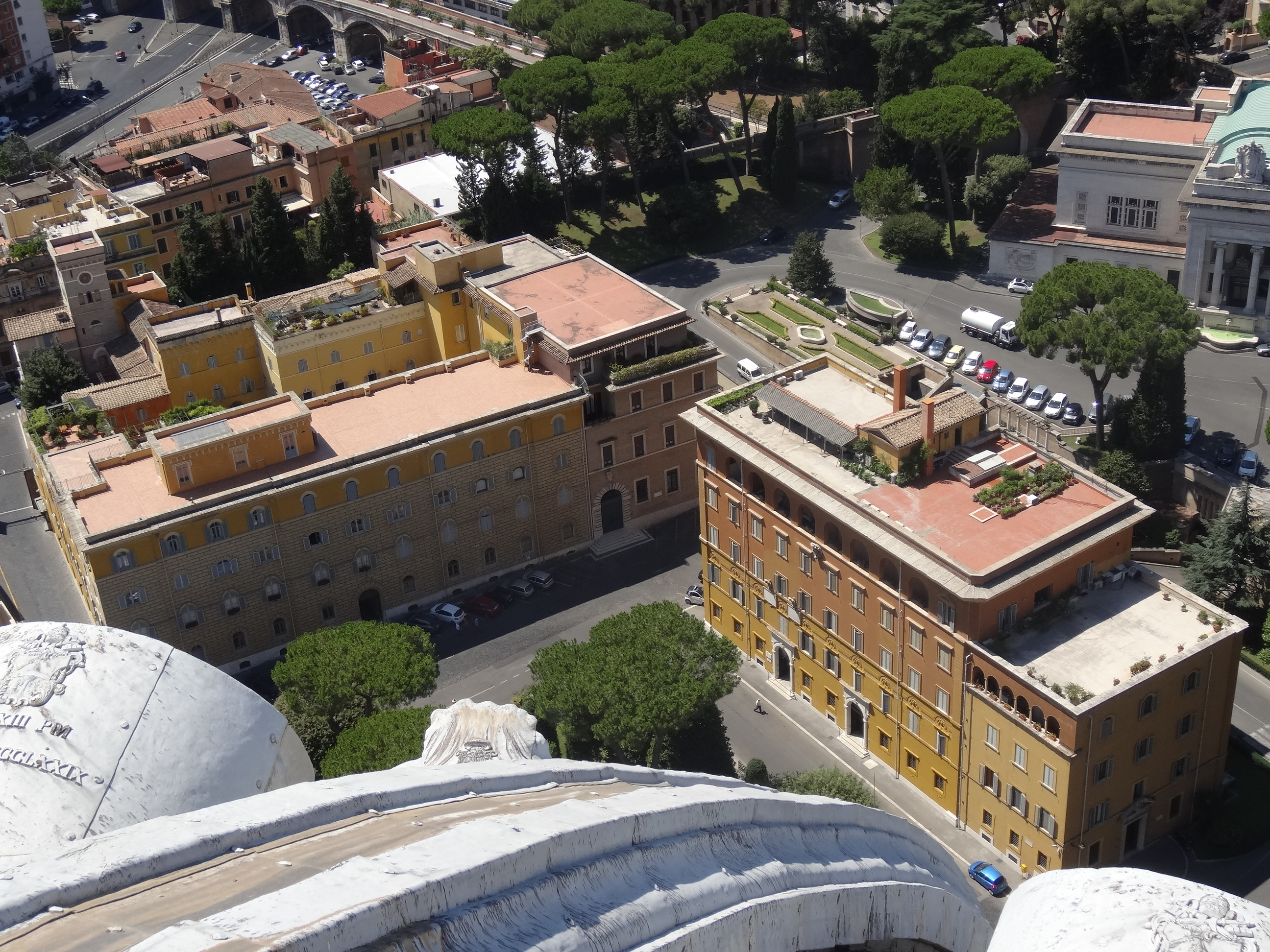
Nesta imagem a partir da cúpula da Basílica de São Pedro, o Palazzo San Carlo é o da esquerda.

Palazzo San Carlo é um palácio localizado na Piazza di Santa Marta, no Vaticano, e que foi construído em 1932 no local onde ficava o antigo edifício do Ospedeale delle Suore di San Carlo Borromeo pelo arquiteto Giuseppe Momo. Atualmente abriga escritórios e apartamentos de serviço da Santa Sé.